# セックスシンボル
セックスシンボル（sex symbol）は、性的魅力があり、性的魅力によって人気を得る人物のこと。

## 歴史

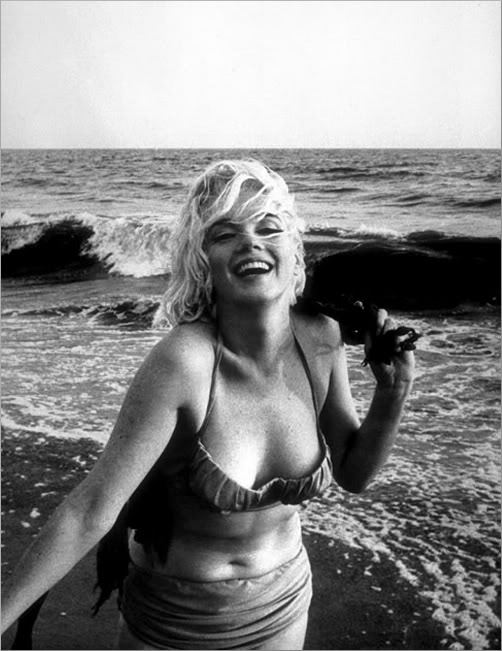
マリリン・モンロー

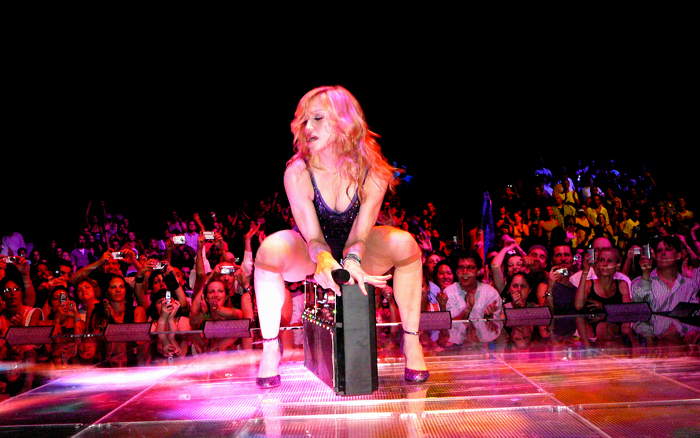
マドンナ

「セックスシンボル」という用語は、マリリン・モンロー、ブリジット・バルドー、ラクエル・ウェルチなどの映画スターの人気に関連して、1950年代半ばに初めて使用された。この概念は、第二次世界大戦後の女性の性的・経済的解放の増加を反映したものとされ、その中でもマリリン・モンローはBBCによって「恐らくハリウッドの最も永続的なセックスシンボル」とされている。
20世紀には、セックスシンボルは女性だけでなく男性でもありえた。1910年代と1920年代にはロマンチック俳優早川雪洲、ダグラス・フェアバンクスなどの俳優が人気を集めた。1930年代には、エロール・フリン、ゲイリー・クーパー、クラーク・ゲーブルのような多くの映画スターがセックスシンボルとみなされた。1940年代、ケーリー・グラントは男性的だが洗練された魅力で人気を獲得した。1950年代、「悪い男の子」のイメージは、ジェームズ・ディーンとマーロン・ブランドによって要約された。1980年代にはマドンナやミッキー・ロークが、1990年代にはブラッド・ピット、2020年代にはマルーマがセックスシンボルと称され一躍注目を集めるに至った。

## 架空のセックスシンボル
レビュー集約サイトRotten Tomatoesは、1930年代に登場したアニメーションキャラクターベティ・ブープが「アニメーションスクリーン上で初めてかつ最も有名なセックスシンボル」であると述べている。1988年の実写/アニメーションのクロスオーバー映画「ロジャー・ラビット」のジェシカ・ラビット（声はキャスリーン・ターナー）はセックスシンボルとしても記述されている。ビデオゲームには、セックスシンボルと見なされるキャラクターがいくつか存在する。その例の1つがララ・クロフトで、いくつかの主流メディアに出演している。他の有名なセックスシンボルには、2004年10月号「PLAYBOY」の「Gaming Grows Up」という記事で同誌に登場した最初のビデオゲームキャラクターとなったレイン、ギネス世界記録ゲーム版において「最もホットな」女性格闘キャラクターに選ばれたニーナ・ウィリアムズなどがいる。